# Saint-Aubin-des-Grois
Saint-Aubin-des-Grois era una comuna francesa situada en el departamento de Orne, de la región de Normandía, que el 1 de enero de 2016 pasó a ser una comuna delegada de la comuna nueva de Perché en Nocé al fusionarse con las comunas de Colonard-Corubert, Dancé, Nocé, Préaux-du-Perche y Saint-Jean-de-la-Forêt.

## Demografía
| Gráfica de evolución demográfica de Saint-Aubin-des-Grois entre 1800 y 2014 |
|                                                                             |

Los datos demográficos contemplados en este gráfico de la comuna de Saint-Aubin-des-Grois se han cogido de 1800 a 1999 de la página francesa EHESS/Cassini, y los demás datos de la página del INSEE.